# Robert Flux
Robert Flux, wł. Rene Bachmann (ur. 5 maja 1967 w Salzgitter-Lebenstedt) – niemiecki gitarzysta, członek grupy muzycznej Oomph!.